# 4975 Dohmoto
4975 Dohmoto (1990 SZ1) là một tiểu hành tinh vành đai chính được phát hiện ngày 16 tháng 9 năm 1990 bởi Tetsuya Fujii và Kazuro Watanabe ở Đài thiên văn Kitami.